# Daniel Stockfleth

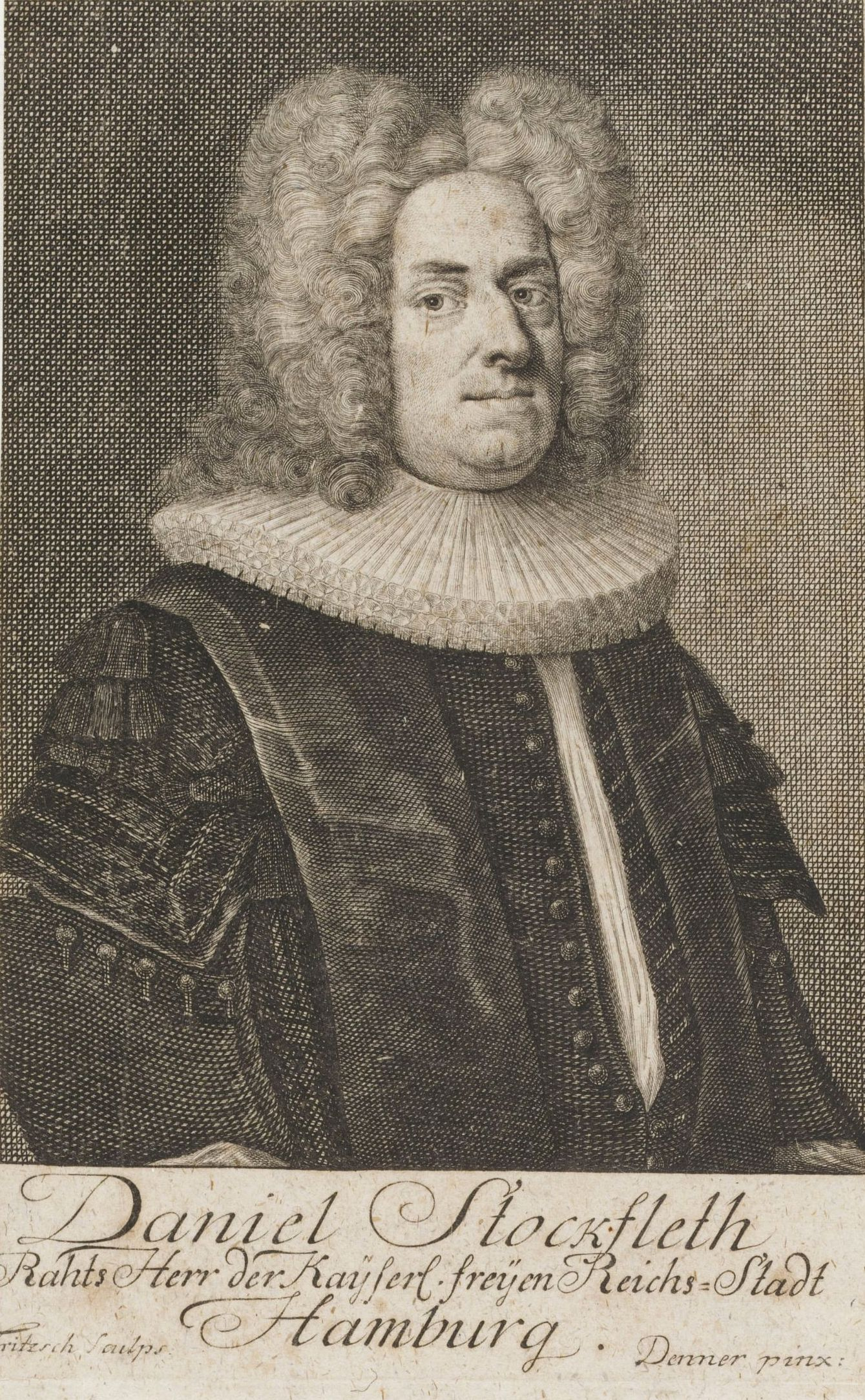
Daniel Stockfleth

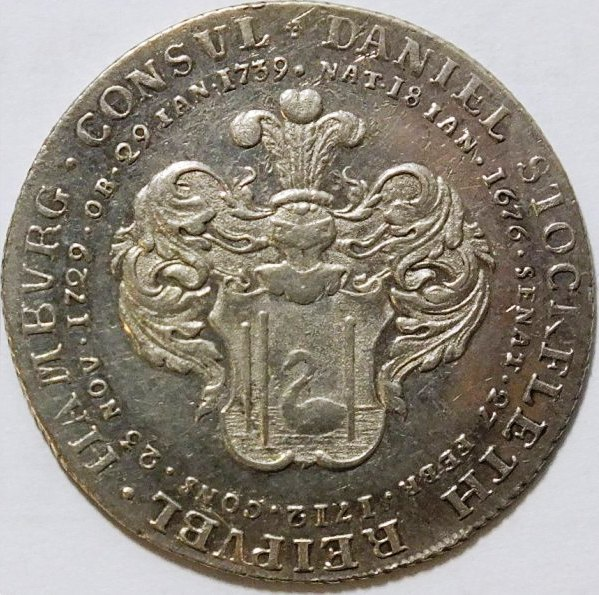
Gedenkmedaille für Stockfleth

Daniel Stockfleth (* 18. Januar 1676 in Hamburg; † 29. Januar 1739 ebenda) war ein Hamburger Bürgermeister.

## Leben
Daniel Stockfleth war ein Sohn des Hamburger Kaufmanns Joachim Stockfleth und dessen Ehefrau Elisabeth, geb. Collin. Der Vater starb, als der Sohn neun Jahre alt war. Nach einer kaufmännischen Lehre im portugiesischen Oporto kam er nach Hamburg zurück und betrieb hier erfolgreichen Handel. 1712 wurde er in das Kollegium des Senats gewählt und führte gemeinsam mit dem Senator Dietrich Reinbold nach der Besetzung durch Reichstruppen zur Niederschlagung von bürgerlichen Unruhen in der Stadt („innere Fluten“) Friedensverhandlungen am Hofe des Fürsten von Braunschweig-Lüneburg.
1714 führte Stockfleth gemeinsam mit dem Syndikus Johannes Andersen Verhandlungen zur Aufhebung einer Sperre, die über die Stadt wegen einer Seuche verhängt worden war. Im selben Jahr nahm er als Vertreter Hamburgs mit dem Syndikus Garlieb Sillem an den Krönungsfeierlichkeiten Georg I. teil.
Nach Ende des Spanischen Erbfolgekrieges begab sich Stockfleth, wiederum mit Andersen, 1715 nach Frankreich, um bei den Friedensverhandlungen die Rechte Hamburgs zu vertreten. Sie verhandelten zuerst mit Ludwig XIV. und nach dessen Tode mit dem Herzog von Orléans und erreichten die Bestätigung der früheren hanseatischen Rechte, die am 1. Februar 1717 durch Unterschrift des französischen Königs bestätigt wurden.
Am 23. November 1729 wurde Daniel Stockfleth als Nachfolger von Jacob Faber zum Bürgermeister von Hamburg gewählt und übte das Amt bis zu seinem Tode aus. Er wurde am 6. Februar 1739 in der St.-Petri-und-Pauli-Kirche in Hamburg beigesetzt.
Daniel Stockfleth war seit 1701 mit Margarethe, Tochter von Johannes Ehler und Margarethe Relovia, verheiratet. Die Tochter Elisabeth (* 1702) heiratete 1725 Johannes van den Sternhof. Der Sohn Martin (* 1704) heiratete 1731 Luera Wagner.
Der Stockflethweg im Hamburger Stadtteil Langenhorn ist nach Daniel Stockfleth benannt.